# 彭成兴
彭成兴（5世纪？—509年3月5日），北魏将军，安定郡卢水胡人。
魏孝文帝时，彭成兴担任征西将军、领护六夷校尉、武威太守、东宫赦人、卢水统酋。魏宣武帝永平二年正月廿九丁未日（509年3月5日），彭成兴在趙平郡鹑觚县去世。20世纪70年代初，陕西省麟游县丈八乡出土《彭成兴墓志》。

## 家族
- 祖父：彭王虎，使持节大都督清徐交广四州诸军事、振武大将军、归赵王